# Garner (Arkansas)
Garner is een plaats (town) in de Amerikaanse staat Arkansas, en valt bestuurlijk gezien onder White County.

## Demografie
Bij de volkstelling in 2000 werd het aantal inwoners vastgesteld op 284.
In 2006 is het aantal inwoners door het United States Census Bureau geschat op 302, een stijging van 18 (6.3%).

## Geografie
Volgens het United States Census Bureau beslaat de plaats een oppervlakte van
1,8 km², waarvan 1,7 km² land en 0,1 km² water. Garner ligt op ongeveer 122 m boven zeeniveau.

## Plaatsen in de nabije omgeving
De onderstaande figuur toont nabijgelegen plaatsen in een straal van 16 km rond Garner.